# Grammatikó (Attique)
Grammatikó, en grec moderne : Γραμματικό, est un district municipal et un village du dème de Marathon, en Attique, Grèce.
Selon le recensement de 2011, la population du district municipal compte 1 823 habitants tandis que celle de la localité s'élève à 1 432 habitants.